# (492) Gismonda
(492) Gismonda – planetoida z pasa głównego asteroid.

## Odkrycie
Została odkryta 3 września 1902 roku w Landessternwarte Heidelberg-Königstuhl, w Heidelbergu przez Maxa Wolfa. Nazwa planetoidy pochodzi od Gismondy, bohaterki włoskich legend ludowych. Przed jej nadaniem planetoida nosiła oznaczenie tymczasowe (492) 1902 JR.

## Orbita
(492) Gismonda okrąża Słońce w ciągu 5 lat i 187 dni w średniej odległości 3,12 j.a. (492) Gismonda należy do planetoid z rodziny Themis.